# 煤孫伝
煤孫 伝（すすまご つとう/でん、1911年6月16日 - 没年不明）は、岩手県花巻市出身のプロ野球選手。ポジションは一塁手、外野手。

## 来歴・人物
盛岡商業学校（現・岩手県立盛岡商業高等学校）在学中は、1930年の甲子園東北大会決勝で、東北中学を相手に猛打を振るい語り草となった（試合自体は敗れ、甲子園出場とはならなかった）。卒業後は、日本大学、仙台鉄道局（現・JR東日本東北硬式野球部）でプレーした。
1937年春、大東京軍に入団。岩手県出身者としては初のプロ野球選手となった。1937年5月1日の名古屋戦（洲崎球場）で一塁手の守備（浅原直人の代役）としてデビュー。5月8日の金鯱戦（上井草球場）ではプロ初打席初安打をマークし、6月1日の金鯱戦（甲子園球場）では初ホームランを打つなど、前評判通りの打棒を見せ、1937年春季シーズンはレギュラーとして定着した（規定打席にも到達し26位だった）。
しかし、打撃とは裏腹に守備は拙く、1937年5月9日の金鯱戦（上井草球場）では3つの失策を犯し、それらが全て失点に結びついてチームが敗戦した事もあった。1937年春季は36試合出場で5失策、1937年秋季は29試合出場で6失策している。1938年春季シーズン終了後、現役引退した。
プロ野球界きっての珍名として有名であり、煤 孫伝（ばい そんでん）と読まれて、台湾からの帰化選手と間違われた事もあったと伝わる。ちなみに、先祖は北上の和賀氏家臣で、煤孫という地名が残っている。また『新プロ野球人国記』（大道文・著）によると、「煤孫」は3世帯しかないと記されている。

## 詳細情報

### 年度別打撃成績
| 年 度     | 球 団           | 試 合 | 打 席 | 打 数 | 得 点 | 安 打 | 二 塁 打 | 三 塁 打 | 本 塁 打 | 塁 打 | 打 点 | 盗 塁 | 盗 塁 死 | 犠 打 | 犠 飛 | 四 球 | 敬 遠 | 死 球 | 三 振 | 併 殺 打 | 打 率 | 出 塁 率 | 長 打 率 | O P S |
| --------- | --------------- | ----- | ----- | ----- | ----- | ----- | -------- | -------- | -------- | ----- | ----- | ----- | -------- | ----- | ----- | ----- | ----- | ----- | ----- | -------- | ----- | -------- | -------- | ----- |
| 1937春    | 大東京 ライオン | 36    | 119   | 105   | 13    | 26    | 1        | 2        | 1        | 34    | 8     | 6     | --       | 0     | --    | 14    | --    | 0     | 16    | --       | .248  | .336     | .324     | .660  |
| 1937秋    | 大東京 ライオン | 29    | 66    | 60    | 5     | 11    | 2        | 0        | 0        | 13    | 5     | 3     | --       | 0     | --    | 6     | --    | 0     | 11    | --       | .183  | .258     | .217     | .475  |
| 1938春    | 大東京 ライオン | 23    | 64    | 57    | 3     | 11    | 2        | 0        | 0        | 13    | 3     | 0     | --       | 0     | --    | 7     | --    | 0     | 6     | --       | .193  | .281     | .228     | .509  |
| 通算：2年 | 通算：2年       | 88    | 249   | 222   | 21    | 48    | 5        | 2        | 1        | 60    | 16    | 9     | --       | 0     | --    | 27    | --    | 0     | 33    | --       | .216  | .301     | .270     | .571  |

- 大東京軍は、1937年秋にライオン軍に球団名を変更

### 背番号
- 17 （1937年 - 1938年春）